# Anton Emminger
Anton Emminger (* 17. April 1890 in Walkering, Gemeinde Vöcklamarkt, Oberösterreich; † 8. Jänner 1962 ebenda) war österreichischer Landwirt und Politiker.

## Leben
Der Bauernsohn Emminger legte seine Militärdienstzeit  zwischen 1911 und 1914 zurück und war Teilnehmer des gesamten Ersten Weltkrieges. Ausgezeichnet wurde er mit der Bronzenen, der Großen und der Kleinen Silbernen Tapferkeitsmedaille.
Emminger widmete sich vorwiegend dem Genossenschaftswesen. Er war Mitbegründer des Attergauer Molkereiverbandes und war bis 1938 und ab 1945 bis zum Tod dessen Obmann. Außerdem war er Vorsitzender der Molkereigenossenschaft Schärdinger Oberösterreich,  und Vorstandsmitglied der Anwaltschaft des Landwirtschaftlichen Genossenschaftswesens in Oberösterreich. Als passionierter Jäger war er auch Fachmann in Jagdfragen.
Emminger widmete sich aber auch der Kommunal- und Landespolitik. Von 1918 bis 1938 und von 1945 bis 1955 war er Mitglied des Gemeinderates, von 1945 bis 1949 Bürgermeister seiner Heimatgemeinde. Dem Landtag gehörte er von 1934 bis 1938 als Vertreter der Land- und Forstwirtschaft an, von 1945 bis 1949 als Vertreter der ÖVP. Von 1934 bis 1938 und von 1945 bis 1950 bekleidete Emminger auch die Position des Bezirksobmanns des Bauernbundes und war Mitglied des Bauernbund-Landesausschusses. 
1950 wurde ihm der Berufstitel eines Ökonomierats verliehen, 1958 bekam er die Goldene Raiffeisenplakette.